# Протестантский совет Руанды
Протестантский совет Руанды (фр. Conseil Protestant du Rwanda, CPR, англ. Protestant Council of Rwanda) — руандийская христианская экуменическая организация, член Всемирного совета церквей.

## История
Совет ведет свое происхождение от Альянса протестантских миссий в Руанде-Урунди (англ. Alliance of Protestant Missions in Ruanda-Urundi, фр. Alliance des Missions Protestantes du Ruanda-Urundi), созданного в 1935 году. 
В 1963 году после реорганизации альянса по причине разделения государств Руанда и Бурунди были отдельно сформированы их экуменические советы. Появился Национальный совет церквей Бурунди, и четырьмя руандийскими христианскими церквями был основан Протестантский совет Руанды. Совет был зарегистрирован 5 ноября 1963 года. 
Согласно уставу, совет «стремится поддерживать единство в разнообразии конфессий-членов и всех верующих христиан, которые разделяют одни и те же Священные Писания и свидетельствуют об Иисусе Христе». Совет насчитывает 19 церквей и 5 христианских организаций. 

## Партнёрство
Совет является членом Всемирного совета церквей, Всеафриканской конференции церквей и Содружества христианских советов и церквей Великих озер и Африканского Рога.

## Деятельность
В 1990-х годах совет занимался защитой прав перемещенных лиц и беженцев и установлением контактов между христианскими конфессиями и правительством Руанды. В 2012 году совет открыл радиостанцию «Inkoramutima». В 2020 году совет участвовал в информационной просветительской кампании по предотвращению распространения COVID-19. В 2021 году совет провел конференцию для начала проекта исследования проблем инклюзивного образования в школах Руанды. В 2023 году совет рекомендовал своим членам запретить аборты в принадлежащих им клиниках.

## Внешние ссылки
- cpr-rwanda.org — официальный сайт Протестантский совет Руанды
- Протестантский совет Руанды на сайте Всемирного совета церквей